# José Carlos da Costa Araújo
José Carlos da Costa Araújo, född den 7 februari 1962 i Rio de Janeiro, Brasilien, död 24 juli 2009 i Rio de Janeiro, känd som Zé Carlos, var en brasiliansk fotbollsmålvakt som tog OS-silver i fotbollsturneringen vid de olympiska sommarspelen 1988 i Seoul.